# Minas megye (Neuquén)
Minas (spanyol nevének jelentése: bányák) egy megye Argentína nyugati részén, Neuquén tartományban. Székhelye Andacollo.

## Népesség
A megye népessége a közelmúltban a következőképpen változott:
| Év   | Lakosság |
| ---- | -------- |
| 2001 | 6973     |
| 2010 | 7234     |